# Organski peroksid
Organski peroksidi su organska jedinjenja koja sadrže peroksidnu funkcionalnu grupu (ROOR'). Ako je R' vodonik, jedinjenje se naziva organski hidroperoksid. Perestri imaju opštu strukturnu formulu RC(O)OOR. O-O veza se lako razlaže i formiraju se slobodni radikali oblika RO·. Stoga su organski peroksidi korisni kao inicijatori pojedinih tipova polimerizacije, kao što su epoksi rezini koji se koriste u plastici ojačanoj staklom. MEKP i benzoil peroksid se koriste za tu svrhu. Organski peroksidi mogu da iniciraju eksplozivnu polimerizaciju materijala sa nezasićenim hemijskim vezama, i taj proces je korišten u eksplozivima. Organski peroksidi, slično neorganskim, su snažni agensi za izbeljavanje.

## Osobine
Dužina O-O veze u peroksidima je oko 1,45 A i R-O-O uglovi (R = H, C) su oko 110° (slično vodi). Karakteristični C-O-O-R (R = H, C) diedralni uglovi su oko 120°. O-O veza je relativno slaba, sa energijom disocijacije veze od 45 - 50 kcal/mol, što je manje od polovine jačine C-C, C-H, i C-O veza.
Oksidaciona tendencija peroksida je povezana sa elektronegativnošću supstituenata. Elektrofilni peroksidi su jači agensi transfera O-atoma. Kod hidroperoksida, O-atom donorska tendencija je u korelaciji sa kiselošću O-H veze. Redosled oksidacione moći je .

## Spoljašnje veze
- „”. Архивирано на веб-сајту  (9. октобар 2011)
- [https://web.archive.org/web/20101128064646/http://plasticsindustry.org/IndustryGroups/content.cfm?ItemNumber=557&navItemNumber=1103